# 1962 au Canada
Pour un article plus général, voir Chronologie du Canada.
Cet article traite des événements qui se sont produits durant l'année 1962 au Canada.

## Événements

### Politique

Élection fédérale de 1962

- 18 juin : élections fédérales. John Diefenbaker (conservateur) forme un gouvernement minoritaire (fin en 1963).

- 14 novembre : réélection du Parti libéral de Jean Lesage au Québec.

- 19 novembre : réélection du Parti libéral de Joey Smallwood au Terre-Neuve-et-Labrador.

### Justice
- 11 décembre : les trois dernières pendaisons au pays. La peine capitale ne sera plus appliquée.

### Sport

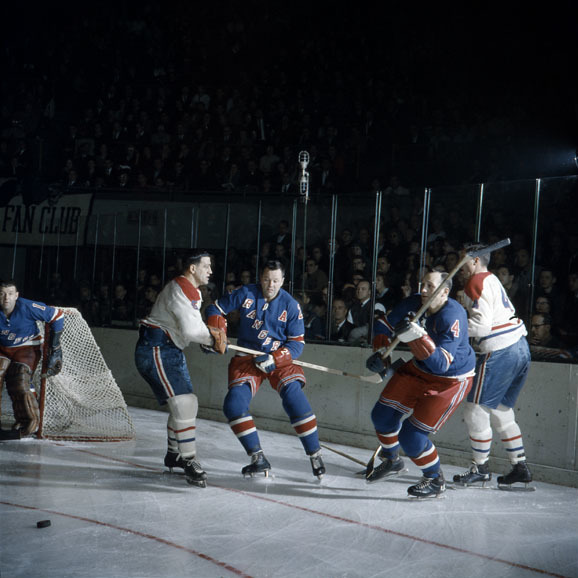
Partie de hockey opposant les Canadiens de Montréal aux Rangers de New York.

#### Hockey
- Fin de la Saison 1961-1962 de la LNH suivi des Séries éliminatoires de la Coupe Stanley 1962.  Les Maple Leafs de Toronto remportent la Coupe Stanley contre les Blackhawks de Chicago.
- Les Red Wings de Hamilton (en) remportent la Coupe Memorial 1962.
- Début de la Saison 1962-1963 de la LNH.

#### Football
- Les Blue Bombers de Winnipeg remportent la 50e finale de la Coupe Grey contre les Tiger-Cats de Hamilton 28-27

### Économie
- Montréal entreprend les travaux d’aménagement du métro (1962-1966).
- Fondation d'Acadian, constructeur automobile canadien affilié à General Motors.

### Science

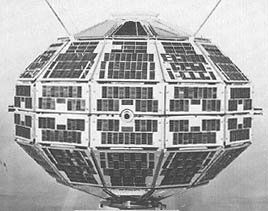
Premier satellite canadien Alouette 1

- 21 mars : parce qu'elle provoque des malformations à la naissance, l'usage de la Thalidomide est interdite.
- 29 septembre : lancement de Alouette 1 dans l'espace. Le Canada devient le troisième pays à avoir un satellite artificiel autour de la terre.
- Mise en service du premier Réacteur CANDU.
- Willard Boyle contribue à inventer le laser à rubis.

### Culture

#### Chanson
- Gilles Vigneault lance son premier album et interprète Jack Monoloy.
- Réal Giguère compose la chanson Gros jambon.

#### Livre
- The Decline and Fall of Lloyd George de Max Aitken.

#### Télévision
- Émission Jeunesse d'aujourd'hui animée par Pierre Lalonde et Joël Denis. Plusieurs chanteurs se feront connaître par cette émission.

### Religion
- Les évêques catholiques sont invités à participer au concile Vatican II.

## Naissances
- 17 janvier : Jim Carrey, acteur.
- 22 janvier : Kevin Lamoureux, homme politique franco-manitobain.
- 27 mars : Jann Arden, chanteuse.
- 11 avril : Colin Carrie, politicien fédéral.
- 31 mai : Corey Hart, auteur-compositeur-interprète et producteur.
- 23 août : Martin Cauchon, homme politique fédéral provenant du Québec.
- 27 août : Adam Oates, joueur professionnel de hockey sur glace.
- 24 septembre : Nia Vardalos, actrice.
- 28 septembre : Grant Fuhr, joueur professionnel de hockey sur glace.
- 16 octobre : Dan McTeague, homme politique fédéral.
- 14 novembre : Charlie Angus, homme politique fédéral.

## Décès
- 2 janvier : James Garfield Gardiner, premier ministre de la Saskatchewan.
- 3 mars : Cairine Wilson, première femme à être sénatrice du Canada.
- 20 août : Joseph-Arsène Bonnier, homme politique fédéral provenant du Québec.
- 26 août : Vilhjalmur Stefansson, ethnologue et explorateur de l'Arctique.
- 21 novembre : Frank Amyot, champion olympique.
- 8 décembre : Allison Dysart, premier ministre du Nouveau-Brunswick.
- 22 décembre : Solon Earl Low, politicien et chef du crédit social.
- 28 décembre : Hector Charland, comédien.